# Tả Kỳ
Tả Kỳ (chữ Hán: 左圻) là một địa danh Việt Nam từng tồn tại từ 1832 đến 1884. Tả Kỳ là tiền thân của Trung Kỳ trong thời Pháp thuộc.

## Lịch sử
Địa danh Tả Kỳ xuất hiện trong đợt cải cách hành chính năm 1832 dưới triều Minh Mệnh, gồm 4 tỉnh.
1. Bình Định
2. Phú Yên
3. Khánh Hòa (gồm cả Bắc Ninh Thuận)
4. Bình Thuận (gồm cả Nam Ninh Thuận)

Trên dư đồ Đại Nam, địa giới Tả Kỳ tiếp giáp Trực Kỳ ở mạn Bắc, Nam Kỳ ở mạn Nam, tiểu quốc Nam Bàn ở mạn Tây và Đông hải ở mạn Đông. Sau Hòa ước Giáp Thân (1884), Tả Kỳ cùng Trực Hữu Kỳ được nhập lại thành Trung Kỳ.